# Neokom
Neokom – nieformalna jednostka stratygraficzna dolnej kredy.
Najczęściej do neokomu zalicza się cztery najniższe piętra kredy: berrias, walanżyn, hoteryw, barrem. W takim sensie traktował neokom Alcide d’Orbigny wprowadzając w 1842 tę jednostkę do stratygrafii, jako dolną część dolnej kredy. Nieliczni autorzy synonimizowali neokom z całą dolną kredą. Były też inne definicje stratygraficzne. Głównie z powodu stosowania tego terminu przez różnych badaczy do skał o różnym zasięgu wiekowym, obecnie dość rzadko stosuje się nazwę neokom, operując raczej formalnymi nazwami pięter. 
Nazwa jednostki, której autorami byli J. Thurmann i De Montmollin (1835), pochodzi od rzymskiej nazwy obecnego miasta Neuchâtel  w Szwajcarii, które w czasach rzymskich nosiło miano Neocomum. 